# KwaNdebele
1981–1994
Entités précédentes :
- Afrique du Sud

Entités suivantes :
- Afrique du Sud

Le KwaNdebele (rarement KwaNdébélé ou Kwandébélé) était un bantoustan situé dans l'ancienne province du Transvaal d'Afrique du Sud, aujourd'hui dans la province de Mpumalanga. Le KwaNdebele fut un État autonome non reconnu de 1981 à 1994 dans le cadre du régime d'apartheid. Il regroupait principalement des africains de l'ethnie ndébélée.
KwaNdebele signifie « pays des Ndébélés » en ndébélé du Transvaal.

## Histoire
Le KwaNdebele a été créé par le gouvernement de l'Afrique du Sud qui a racheté 19 fermes appartenant à des blancs et les a cédées au gouvernement du bantoustan le 7 octobre 1977, ceci afin d'expulser la population ndébélée qui se trouvait au Bophuthatswana.
Le 1er avril 1981, l'autonomie est accordée en vue d'une future indépendance du bantoustan qui n'aura finalement jamais lieu. Siyabuswa devient la capitale qui sera transférée en 1986 à KwaMhlanga (du nom de la famille royale ndébélée : les Mahlangu). Le bantoustan ne sera reconnu ni par les autres États, ni par l'ONU, uniquement par l'Afrique du Sud.

## Géographie

Carte du KwaNdebele

Le KwaNdebele était situé au centre de l'ancienne province du Transvaal, formant une petite enclave à 160 kilomètres au Nord-Est de Johannesbourg.
La majeure partie du territoire était formée d'un plateau à 1 060 mètres d'altitude en moyenne et recouvert de savanes et de prairies.

## Politique
Une police, la KNP (pour KwaNdebele Police) fut créée en 1987. Elle réintégra la police sud-africaine en janvier 1995.

### Listes des chefs d'État du KwaNdebele
- KwaNdebele
  - Simon Skosana (chef du conseil exécutif) : du 7 octobre 1977 au 1er avril 1981
- KwaNdebele (autonome)
  - Simon Skosana (ministre en chef) : du 1er avril 1981 au 17 novembre 1986
  - Klaas Mtshiweni (ministre en chef) : du 17 novembre 1986 au 27 novembre 1986
  - George Majozi Mahlangu (ministre en chef) : du 27 novembre 1986 au 3 février 1989
  - Jonas Masana Mabena (ministre en chef) : du 3 février 1989 au 30 avril 1990
  - Prince James Mahlangu (ministre en chef) : du 30 avril 1990 au 26 avril 1994

## Population
En 1975, il y avait 233 021 Ndébélés en Afrique du Sud dont 55 249 dans les bantoustans de l'époque (23,7 %) et 177 772 dans les zones blanches (76,3 %).
Au recensement de 1992, il y avait 373 012 habitants dans le KwaNdebele.
La majorité de la population travaillait à dans les centres urbains blancs comme Johannesburg ou Pretoria.
Les langues les plus parlées étaient le ndébélé du Transvaal et l'afrikaans.

## Drapeau
Le drapeau est décrit dans la section deux du KwaNdebele Flag Act de 1982.
Le bleu représente le ciel et l'infinité de l'espace, le jaune symbolise la lumière et l'énergie du Soleil, le vert est la couleur des plantes et de la végétation, symboles de vie, de croissance et de développement. Le gourdin symbolise l'autorité et les haches la lutte pour l'autodétermination.